# Lars Englund (författare)
Lars Erik Gustav Englund, född 24 april 1917 i Stockholm, död 23 juli 1959 i Degerfors socken, Västerbotten, var en svensk poet, journalist och folkhögskollärare.
Lars Englund var son till konstnären Frithiof Englund och Marie-Louise Tujulin, och blev filosofie kandidat vid Stockholms högskola 1944. Han hör till miniatyrdiktens mästare i svensk lyrik med bland annat impressionistiska naturdikter. Han sammanställde även flera antologier och var verksam som lärare vid Vindelns folkhögskola.

## Priser och utmärkelser
- 1950 – Tidningen Vi:s litteraturpris
- 1954 – Boklotteriets stipendiat
- 1957 – Boklotteriets stipendiat